# 利特爾頓 (伊利諾伊州)
利特爾頓（英語：Littleton）是位於美國伊利諾伊州斯凱勒縣的一個村落。

## 地理
利特爾頓的座標為40°13′57″N 90°37′08″W / 40.23250°N 90.61889°W，而該地最高點為海拔高度207米（即679英尺）。

## 人口
根據2010年美國人口普查的數據，利特爾頓的面積為3.02平方千米，當中陸地面積為3.02平方千米，而水域面積為0.00平方千米。當地共有人口181人，而人口密度為每平方千米59人。